# Daisen

Daisen (大仙市 Daisen-shi?) este un municipiu din Japonia, prefectura Akita.